# Cuscuta cassytoides
Cuscuta cassytoides är en vindeväxtart som beskrevs av Christian Gottfried Daniel Nees von Esenbeck. Cuscuta cassytoides ingår i släktet snärjor, och familjen vindeväxter. Inga underarter finns listade i Catalogue of Life.